# Sint-Martinuskerk (Hombeek)

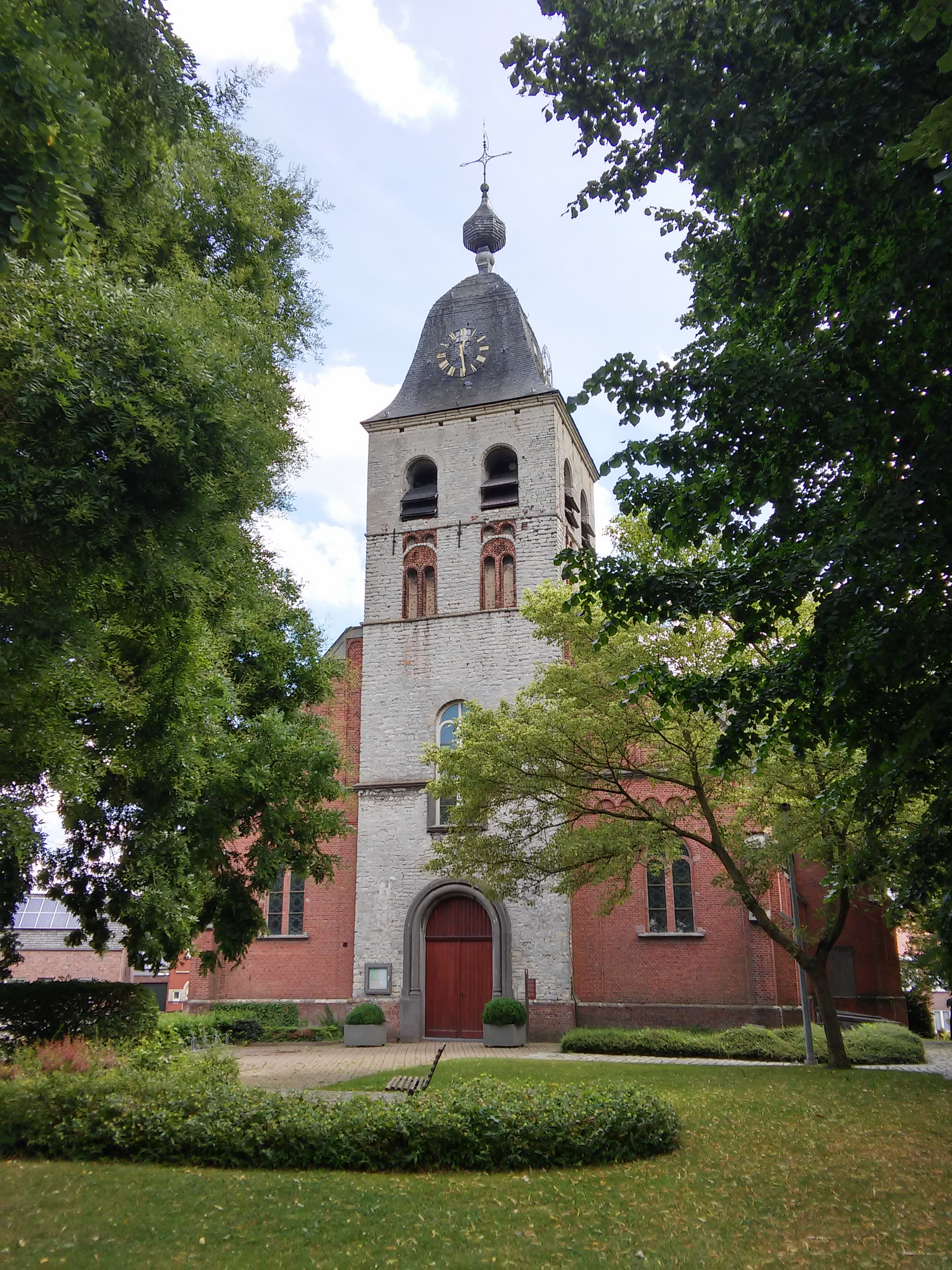
Sint-Martinuskerk

De Sint-Martinuskerk is de parochiekerk van de tot de Antwerpse gemeente Mechelen behorende plaats Hombeek, gelegen aan het Sint-Maartensplein.

## Geschiedenis
In de 9e eeuw zou er al sprake kunnen zijn van een hofkerk in Hombeek. In 1129 werd het patronaatsrecht van de kerk aan de Abdij van Kortenberg geschonken. Ook de Abdij van Leliëndaal speelde een belangrijke rol in de kerkelijke geschiedenis van Hombeek. In de 13e eeuw was er sprake van een eenbeukig romaans kerkje met vierkante westtoren en een vlak afgesloten koor.
In de tweede helft van de 16e eeuw werd de kerk, tijdens de godsdiensttwisten, verwoest. Daarna heeft men de kerk hersteld maar in 1661 werd het schip toch helemaal herbouwd. Vervolgens werden twee zijbeuken aangebouwd en in 1737 werd het koor herbouwd en vergroot. Ten slotte werd in 1751 de toren verhoogd. Hij werd getooid met een klokvormige spits.
Midden 19e eeuw werd de kerk afgebroken, waarbij de toren gespaard bleef. In 1856-1857 werd een nieuwe kerk gebouwd naar ontwerp van Joseph Schadde. In 1936 werden toren en kerk zwaar beschadigd door een orkaan. Van 1936-1943 werd het gebouw hersteld.

## Gebouw
Het betreft een driebeukige georiënteerde bakstenen kruiskerk in neoromaanse stijl. De ingebouwde westtoren is in zandsteen gebouwd. Hij heeft vier geledingen en de onderbouw is in wezen 13e-eeuws. De torenhelm is van 1751.

## Interieur
Een groot deel van het kerkmeubilair is 19e-eeuws. Oudere voorwerpen zijn een 18e-eeuws aangekleed Mariabeeld, twee 17e-eeuwse portiekaltaren van gemarmerd hout gewijd aan respectievelijk Onze-Lieve-Vrouw en Sint-Martinus. De orgelkast stamt vermoedelijk uit het begin van de 18e eeuw. In de 19e eeuw werd deze gewijzigd. Het doopvont is 14e-eeuws en het koperen deksel stamt uit de 17e eeuw.
De glas-in-loodramen zijn van 1890.